# Ivalu Bjerge
Ivalu Cecilie Bjerge (* 13. September 2000) ist eine grönländische Handballspielerin, die für die grönländische Nationalmannschaft aufläuft.

## Karriere

### Im Verein
Bjerge spielte auf Grönland Handball beim Verein NÛK. Zusätzlich spielte sie in ihrer Jugend Futsal bei GSS Nuuk. Im Jahr 2016 verließ sie Grönland und zog in die dänische Stadt Holstebro. Dort spielte sie Handball in der Jugendabteilung des ortsansässigen Vereins Team Tvis Holstebro. Ab der Spielzeit 2019/20 lief Bjerge für die Damenmannschaft von Holstebro Håndbold 90, einem der Stammvereine von Team Tvis Holstebro, auf, für die sie in der dritthöchsten Spielklasse auf Torejagd ging. Seit dem Jahr 2021 spielt sie beim dänischen Drittligisten NSK Håndbold. Seit der Saison 2024/25 kooperiert ihr Verein mit Holstebro Håndbold und bildet die Spielgemeinschaft NSK-Holstebro Håndbold, für deren zweiten Mannschaft sie in der dritthöchsten Spielklasse aufläuft.

### In Auswahlmannschaften
Bjerge nahm mit der grönländischen Nationalmannschaft an der nordamerikanischen und karibischen Meisterschaft 2021 teil und beendete das Turnier auf dem zweiten Platz. Sie erzielte im Turnierverlauf vier Treffer. Bei der nächsten Austragung der nordamerikanischen und karibischen Meisterschaft im Jahre 2023 gewann sie den Wettbewerb. Bjerge war mit 22 Treffern die torgefährlichste Akteurin im grönländischen Aufgebot und erhielt nach Turnierende die MVP-Auszeichnung. Bjerge nahm an der Weltmeisterschaft 2023 teil, bei der sie 28 Treffer erzielte.